# 舍穆爾沙區

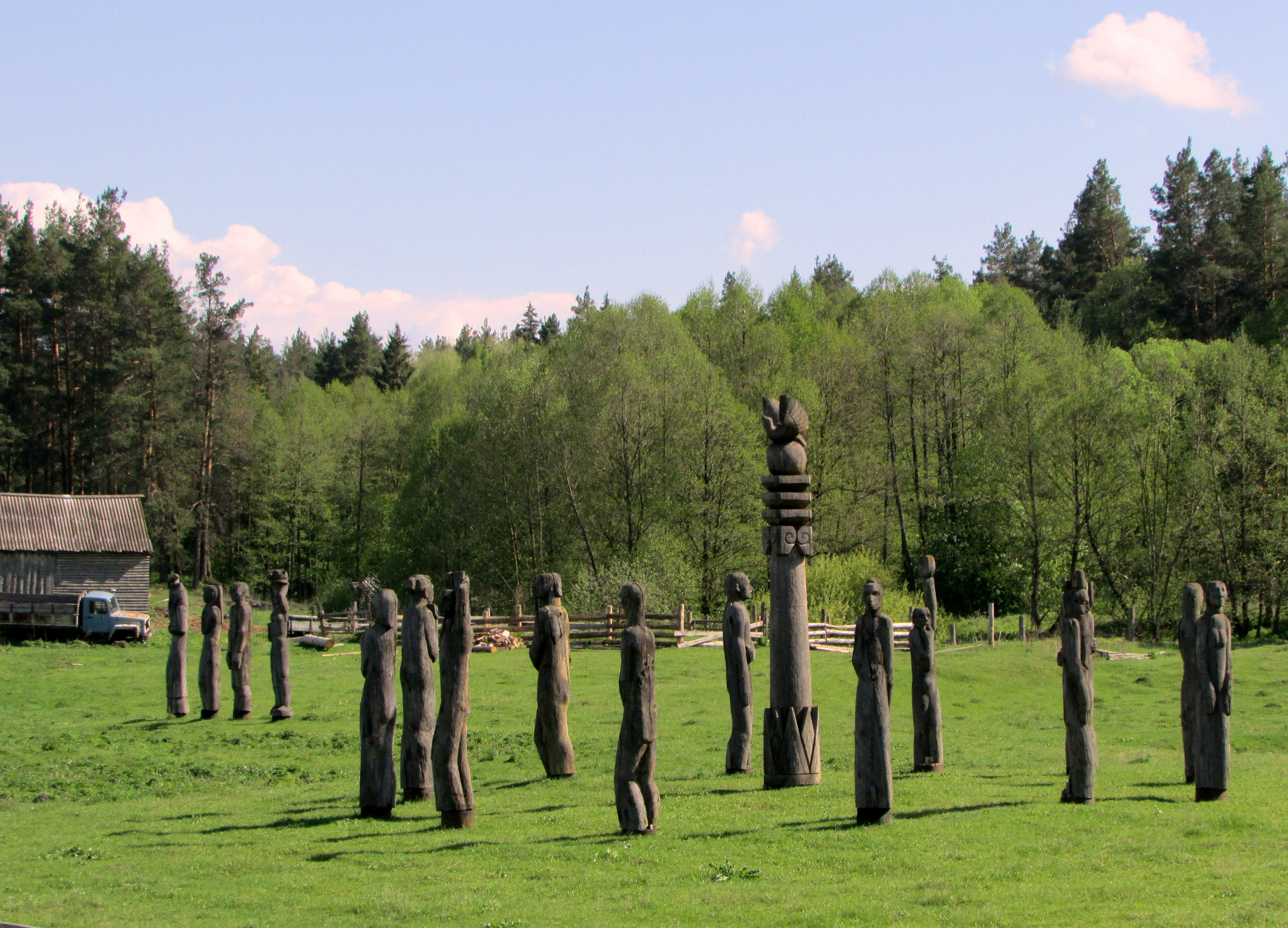

55°48′29″N 46°53′46″E / 55.808°N 46.896°E
舍穆爾沙區（俄语：Шемуршинский район），是俄羅斯的一個區，位於該國西部，由楚瓦什共和國負責管轄，面積799平方公里，2010年該區人口14,759，人口密度每平方公里18.47人。